# Wild Wood
Wild Wood je druhé sólové album Paula Wellera. Bylo vydáno v září 1993.

## Seznam skladeb
| Pořadí | Název                        | Autor                                   | Délka |
| ------ | ---------------------------- | --------------------------------------- | ----- |
| 1.     | Sunflower                    | Paul Weller                             | 4:06  |
| 2.     | Can You Heal Us (Holy Man)   | Paul Weller                             | 3:41  |
| 3.     | Wild Wood                    | Paul Weller                             | 3:22  |
| 4.     | Instrumental (Part 1)        | Paul Weller, Brendan Lynch, Steve White | 1:37  |
| 5.     | All the Pictures on the Wall | Paul Weller                             | 3:56  |
| 6.     | Has My Fire Really Gone Out? | Paul Weller                             | 3:50  |
| 7.     | Country                      | Paul Weller                             | 3:39  |
| 8.     | Instrumental Two             | Paul Weller, Brendan Lynch, Steve White | 0:50  |
| 9.     | 5th Season                   | Paul Weller                             | 4:54  |
| 10.    | The Weaver                   | Paul Weller                             | 3:43  |
| 11.    | Instrumental One (Pt 2)      | Paul Weller, Brendan Lynch, Steve White | 0:34  |
| 12.    | Foot of the Mountain         | Paul Weller                             | 3:37  |
| 13.    | Shadow of the Sun            | Paul Weller                             | 7:36  |
| 14.    | Holy Man (reprise)           | Paul Weller                             | 1:50  |
| 15.    | Moon on Your Pyjamas         | Paul Weller                             | 4:00  |
| 16.    | Hung Up                      | Paul Weller                             | 2:49  |

## Obsazení
- Paul Weller - zpěv (1-3,5-7,9,10,12-16), kytara (1-6,8,9,11,13-16), mellotron (1,2,13,14), Moog syntezátor (1,4,11), klavír (2,7,9,10,13,14), Hammondovy varhany (2,5,14), baskytara (2,5,14), tleskání (2,14), perkuse (2,14), Hammondovy varhany (6), Wurlitzer (6), tamburína (6), akustická kytara (7,10,12), smyčce (7), bluesová harfa (6, 9), sólová kytara (10)
- Jacko Peake - flétna (1,2,14), lesní roh (2,4,9,11,14)
- Dee C. Lee - zpěv (9,13,15)
- David Liddle - sólová kytara (9)
- Brendan Lynch - tleskání (2,14), perkuse (2,14), mellotron (3,13), Mini-Moog (3,9,13), stylofon (7)
- Maxton G. Beesley, Jr. - tleskání (2,14), perkuse (2,14), zpěv (6), Wurlitzer (15)
- Marco Nelson - baskytara (1,3,4,6,9,10,11,13,15), zpěv (6)
- Helen Turner - varhany (3)
- Steve White - bicí (1,2,3,4,5,6,9,10,11,13,14,15,16), perkuse (4,8,11)
- Robert Howard - kytara (6), akustická kytara (7)
- Steve Cradock - kytara (10)
- Simon Fowler - zpěv (10)
- Yolanda Charles - baskytara (16)
- Mick Talbot - Hammondovy varhany (9)